# Canal Famille
Canal Famille était une chaîne de télévision québécoise lancée le 1er septembre 1988 et ayant appartenu à Premier Choix : TVEC, filiale d'Astral Communications Inc. Elle a remplacé la Télévision des jeunes du Québec (TVJQ). Ce canal visait surtout les jeunes âgés de 3 à 14 ans. Selon Monic Lessard, vice-présidente à la programmation du Canal Famille, près de 500 000 adultes par semaine regardaient cette chaîne dans les années 1990.
La chaîne de télévision avait comme principe de favoriser les émissions avec une bonne qualité du français. Contrairement à l'opinion générale de son public, Canal Famille n'était pas une télé éducative, mais plutôt une chaîne se donnant l'objectif de dégager comme valeurs l'humour et l'apprentissage via le plaisir.
La chaîne était en ondes de 7 h à 19 h la semaine (20 h la fin de semaine). Elle avantageait beaucoup les émissions québécoises telles que : Radio Enfer, Pin-Pon, Les Zigotos, Les Intrépides, Télé-Pirate, Bibi et Geneviève, les deux premières saisons de Dans une galaxie près de chez vous (poursuivies sur Vrak.TV), ainsi que plusieurs émissions étrangères.

## Histoire

Premier logo de Canal Famille.

Déjà distribuée depuis des années à Montréal et Québec, Vidéotron obtient en mars 1986 l'autorisation du CRTC de distribuer le signal de TVJQ via satellite, permettant de rejoindre les autres câblodistributeurs. À partir du 2 septembre 1986, le signal de TVJQ par satellite laisse sa place à MusiquePlus de 20 h à 4 h.
À l'été 1987, Vidéotron et Premier Choix se disputent le marché des jeunes et de la famille face au CRTC. Vidéotron cherche à renouveler sa licence pour continuer d'exploiter La Télé des jeunes alors que Premier Choix propose le Canal Famille. À ce moment, l'Association des câblodistributeurs du Québec appuie Vidéotron dans sa demande de conserver La Télé des jeunes prétextant que la grille horaire présentée pour le Canal Famille est trop restreinte et que le coût mensuel par abonné serait trop élevé. Premier Choix:TVEC (propriétaire de Super Écran) voulant diversifier voit sa demande de licence approuvée le 1er décembre 1987 et naît ainsi le Canal Famille, avec une exigence minimale annuelle de 60 % de contenu canadien et s'adressant aux enfants de 3 à 14 ans. À la suite de cette même audience publique du CRTC, trois autres chaînes spécialisées sont approuvées, TV5, le Réseau des sports et MusiquePlus.
Prenant la position de TVJQ sur le câble, le Canal Famille a été lancé le 1er septembre 1988 à 11 h avec une émission de lancement de cinq minutes ainsi que quelques émissions originales dont La Garderie des amis, Hibou Chou Genou, Labo Labo, ainsi que Bibi et Geneviève à la fermeture 18 h 30 et à l'ouverture 7 h de la chaîne. Mémoire vive rejoint la programmation en décembre. On pouvait aussi compter sur des émissions déjà diffusées à Super Écran comme Inspecteur Gadget et Bibifoc, des émissions canadiennes doublées, les séries populaires de TVJQ, quelques séries d'animation japonaises et des coproductions. La chaîne accroisse le nombre de ses productions originales les années suivantes.
La popularité des menus interactifs de Vidéoway au début des années 1990 incite Super Écran à offrir un deuxième choix de films en soirée en utilisant les ondes de Canal Famille après sa fermeture à 19 h. Après une vingtaine de minutes de bandes annonces et d'autopromotion de Super Écran, la chaîne devient brouillée pour la présentation d'un film.
Les belles années du Canal Famille se situent entre 1990 et 1996. La chaîne bénéficie d'un effet de mode et produit plusieurs classiques à petits budgets tels que Fripe et Pouille, Les Zigotos, Sur la rue Tabaga et la plus populaire, Télé-Pirate qui bénéficie d'une portée hebdomadaire de 400 000 téléspectateurs.
En 1994, Bibi et Geneviève déménage à TQS. Canal Famille conserve les reprises, mais le bloc concours est exclusif à TQS.
Durant la saison 1995-1996, Canal Famille change son logo, affiche plus de jeunes en ondes et vise subitement les adolescents de 12 à 17 ans. La chaîne met en ondes Radio Enfer, la première comédie de situation pour jeunes et Le Studio, une série à sketches absurdes plutôt avant-gardiste dirigée par Bruno Blanchet. Cette lancée sera poursuivie l'an suivant avec l'ajout de Chair de Poule et Génération W.
Peu après le lancement de Canal D (aussi propriété de Premier Choix) en 1995 qui propose quelques séries classiques de la télévision, Canal Famille voit similairement l'ajout de séries à sa programmation comme Ma sorcière bien-aimée à l'automne 1995, Les Joyeux Naufragés en 1996, La Sœur volante en 1997 et Cher oncle Bill en 1998.
En septembre 1997, la chaîne Télétoon (dont Premier Choix est propriétaire à 50 %) est lancée, offrant une programmation 24 heures axée sur des dessins animés pour plusieurs tranches d'âge. Canal Famille perd environ la moitié de ses parts de marché, réduit son nombre de productions originales et comble sa programmation avec des séries produites par Nickelodeon.
Pour contre-attaquer Télétoon, Canal Famille casse son image de gardienne d'enfants et prend une tangente un peu plus délinquante. Elle propose des concepts plus audacieux comme Zone de Turbulence ou Dans une galaxie près de chez vous.
Au début des années 2000, après quelques acquisitions, Astral fait une réorganisation intra-société et cesse d'utiliser « Premier Choix ». À l'automne 2000, Canal Famille offre comme seule nouveauté Watership Down (en). Sa programmation n'étant plus renouvelée, les enfants qui ont grandi avec la chaîne ont commencé à l'appeler « Canal Reprise ». Les parts de marchés du Canal Famille chez les enfants de 2 à 11 ans chutent à 8,6 % tandis qu'elles étaient autour de 25 % avant 1997.
Pour faire face à la situation, Canal Famille décide de renouveler son image et 75 % de sa programmation. Le 5 décembre 2000, Astral annonce que le Canal Famille changera de nom pour Vrak.tv dès le 2 janvier 2001, proposera du jour au lendemain une programmation renouvelée à 75 % (50 % de nouveautés, 25 % de nouveaux épisodes) et sera désormais en opération de 6 h à 22 h (au lieu de 19 h), leur permettant de proposer des séries plus matures pour adolescents.
La volonté de faire naître Vrak.TV sur les cendres du Canal Famille sera un succès. Les cotes d'écoutes auront triplé en six mois.

## Émissions

### Productions originales
- Les Ailes du dragon (animation, coproduction française, 1999)
- Alphabus (1990-1991)
- Les Animaux magiques (1989)
- Anne la banane (marionnette, 1994-1995)[12]
- Archibald (coproduction française, 1991)
- Les Atomes crochus (science, 1990)
- A.Z. (métiers, 1988-1989)[13]
- La Bande à Bubu (série, 1991)
- Les Belmine[14] (marionnette, 1993-1994)
- Bibi et Geneviève (1988-1993)
- Bottines et boussole[15] (1989)
- Chat boume (1989-1991)
- Cirkissimo (1991)[16]
- Clipart[14] (1993)
- Cocotte Minute (marionnette, coproduction canadienne, 1991)[17]
- Dans une galaxie près de chez vous (série, 1998-2001, puis sur Vrak)
- Dégourdis-moi, Lou (exercices, 1989)
- De jeune en jeune[14] (1993)
- Dessinoscope (jeux, 1992-1993)
- Dis-moi, Lou (contes, 1989)
- Enfanforme (exercices, 1991-1992)
- Flanelle et Majuscule (marionnette, 1989)
- Fripe et Pouille (1990-1993)
- La Garderie des amis (1988-)
- Génération W (techno, 1996-2000)
- Géopuces[18] (marionnettes, 1994)
- G. Touvu, reporter (1993)
- Gymtonik (exercices, 1992-1994)
- Hibou Chou Genou (1988-)
- L'Îlot de Lili (1991-1993)[19]
- Les Intrépides (série, coproduction française, 1992-1995)
- Jeff en bref (intermèdes, 1994-1995)
- Labo Labo[20] (science, 1988)
- Lapoisse et Jobard (1997-1999)
- Livrofolie[21] (1992-1994)
- Majix (1991)[22]
- Martin et cie (1992)
- Mémoire vive (1988-1989)
- Opération Caméléon (1999-2000)
- Pin-Pon (1996-1999)
- La Princesse astronaute (1993-1996)
- Quand le cœur attend… (série, 1991-1994)
- Radio Enfer (série, 1995-2001, puis Vrak)
- Salut Martin (marionnette, 1991)
- Shlak[14] (jeu, 1993-1996)
- Le Studio (sketches, 1995-1998)
- Sur la rue Tabaga (1989-1995)
- Télé-Pirate (1991-1996)
- Une faim de loup (série, 1991-1992)
- Vidéo-Théâtre (1990)
- Les Zigotos (jeu, 1994-1998)
- Zig Zag (quiz, 1989)
- Zone de Turbulence (1998-2000)

### Acquisitions
- 10 plus 2
- Alfred J. Kwak après SÉ
- Alias (en) (Alias the Jester) après SÉ
- Les Amichaines (The Get Along Gang)
- Les Amis Ratons (The Raccoons)
- Am Stram Gram après TVJQ
- Anatole
- Animalement vôtre (en) (The Mighty Jungle)
- Animorphs
- Arc-en-ciel (?)
- Archibald (Mézga Aladár különös kalandjai) après TVJQ
- Au château des enfants après TVA
- Au gré du vent (en) (Wind at My Back)
- Au pays de l'arc-en-ciel (en) (Adventures in Rainbow Country)
- Les Aventures d'Arthur le Dragon (The Adventures of Dudley the Dragon) après TFO
- Les Aventures de Pete et Pete (en) (The Adventures of Pete & Pete)
- Les Aventures de Sinbad (The Adventures of Sinbad)
- Les Aventures de Teddy Ruxpin (en) (The Adventures of Teddy Ruxpin)
- Les Aventures de Tom Sawyer et Huckleberry Finn (en) (Huckleberry Finn and His Friends) après SE
- Les Aventures de Virulysse après SRC
- Les Aventures du Pacifique Sud (?)
- Les Aventuriers de l'espace (Uchuusen Sagittarius) après SÉ
- Babar
- Balanel
- Les Bananes en pyjama (Bananas in Pyjamas)
- Barney[23]
- Batman (Batman: The Animated Series) après TQS
- Les Belles Histoires de Pomme d'Api (intermèdes)
- Belphégor
- Bêtes de télé (Jim Henson's Animal Show)
- Bibifoc après SÉ
- Billy le chat puis Télétoon
- Biniky le dragon rose (Serendipiti Monogatari Pyuatō no Nakama-tachi) après SÉ
- Les Blufons (De Bluffers) après TVJQ
- Bobobobs (Els bobobobs)
- Bof ! (Geragera Būsu Monogatari)
- Boumbo (Hēi! Bumbū) (aussi en intermèdes) aussi sur RQ
- Bozo et Cie (ou Bozo et Compagnie)
- Le Bus magique (The Magic School Bus) puis Télétoon
- Les Cadets de la forêt (en) (The Forest Rangers) après SRC
- Caliméro et ses amis (Karimero)
- Casper et ses amis (Casper the Friendly Ghost)
- Les Castors allumés (The Angry Beavers)
- Les Chasseurs d'étoiles (en) (Sky Trackers)
- Ces coquins de poulpes (cs) (Chobotnice z II. patra)
- C'est encore William (en) (Just William)
- Chair de poule (Goosebumps)
- Chahut au bahut (Flash Forward)
- Les Chats Cabots (en) (The Houndcats) après TVJQ
- Cher oncle Bill (Family Affair) après SRC
- Ciel d'Afrique (en) (African Skies)
- Cinéastes de la faune (Wildlife Cinema par Dan Gibson) après SRC
- Clamecy au royaume des roulis (en) (Chorlton and the Wheelies)
- Le Club des cinq (The Famous Five) après SRC
- Clueless
- Cocologie après SRC
- Les Contes de la forêt verte (Yama nezumi Rokkī Chakku) après SRC & TVJQ
- Covington Cross
- Crazy Crow (intermèdes)
- La Crique des trois pêcheurs après TVJQ
- Le Croc-note show (intermèdes)
- Dans les Alpes avec Annette (Arupusu Monogatari Watashi no Annetto)
- Dany, raconte-moi
- Dare Dare Motus (Danger Mouse)
- Dawson (Dawson's Creek)
- Les Débrouillards après SRC
- De cape et d'aventures (?)
- Démétan, la petite grenouille (Kerokko Demetan) après SRC & TVJQ
- Denis la Malice (Dennis the Menace) (anim)
- Denis la petite peste (Dennis the Menace) (1959) après SRC
- Denver, le dernier dinosaure (Denver, the Last Dinosaur) après SÉ
- Destination rivière dorée (en) (Colour in the Creek)
- Dino Juniors (Dino Babies)
- Disney pour tous (Welcome to Pooh Corner)
- Docteur Snuggles (Doctor Snuggles)
- L'École hantée (The Haunted School)[24]
- Les Emprunteurs (en) (The Borrowers)
- Les Enfants de la rue Degrassi (The Kids of Degrassi Street)
- L'Enfant venu d'ailleurs (Chocky) après SRC
- Les Enquêtes de Chlorophylle
- Les Entrechats (Heathcliff & the Catillac Cats)
- Entre deux nuages après TVA
- L'Envolée (Take Off)
- Éric la panique (Stressed Eric)
- Ernest le vampire (intermèdes)
- Ewoks
- Les Explorateurs du temps (en) (A.J.'s Time Travelers)
- Les Fables d'Ésope (ja) (Manga Aesop Monogatari)
- Les Familles Sylvanians (en) (Sylvanian Families)
- Les Féeriques (spéciaux Noël?)
- Fifi Brindacier (Pippi Långstrump) après SRC et TVJQ
- Filou, le petit canard
- Foofur
- Les Frères Nono (?)
- Frissons (Freaky Stories)
- Les Fruittis (Los Fruittis) après RQ
- Garfield et ses amis (Garfield and Friends) après RQ
- Le Génie et la Chipie (en) (The Genie from Down Under)
- Gil et Jo (Jommeke)
- Gozura / Gozurha (Oraa Guzura Dado)
- Hartley, cœurs à vif (Heartbreak High) puis TQc
- Hé Arnold !
- Hercule contre Arès (Young Hercules)
- Histoires, contes et légendes
- Histoires de la Maison bleue (de Henri Heidsieck)
- Histoires de zoo
- L'Homme-araignée (Spider-Man) après TVJQ
- Huckleberry Finn (ja) (Huckleberry no Bōken)
- L'Île aux blizzards (en) (Blizzard Island)
- L'Île aux doux dingues
- Il était une fois… l'Homme après SRC
- Il était une fois un hamster (en) (Tales of the Riverbank)
- Inspecteur Gadget après SÉ
- Jeff d'orchestre
- Les Joyeux Naufragés (Gilligan's Island) après SRC
- Les Jules
- Katie et Orbie (Katie and Orbie)
- Katri la petite vachère (Makiba no Shōjo Katri)
- Kelly (en)
- Kidd Video
- Kimboo
- Lady Oscar (Berusaiyu no bara) après TVJQ
- La Légende de la cité perdue (en) (The Legend of the Hidden City)
- La Lettre de Nouvelle-France après SRC et TVJQ
- Lone Ranger (The New Adventures of the Lone Ranger)
- Lupo Alberto (intermèdes)
- Madame Pepperpote (Spoon Oba-san) après SRC puis RQ
- Ma fiancée est un fantôme (en) (Elly & Jools)
- Le Manège enchanté (intermèdes)
- Manu (intermèdes)
- Marshall et Simon (Eerie, Indiana)
- Ma sorcière bien-aimée (Bewitched) après SRC
- Max Glick (en)
- Max le chat (Max the Cat) (intermèdes)
- Maya l'abeille (Mitsubachi Māya no Bōken) après RQ
- Mégabogues (ReBoot)
- Merci Monsieur Noé après SRC et TVJQ
- Michat-Michien (CatDog)
- Les Mini-Enquêtes (Deke Wilson's Mini-Mysteries)
- Minifée (Mahōtsukai Sarī) après SRC, TVJQ et SÉ
- Les Miniscules (de) (The Minikins)
- Mofli, le dernier koala (es) (Mofli, el último koala)
- Mon amie Maya (TFO 1992-1993)
- Mon âne (intermèdes)
- Le Monde de Loonette (The Big Comfy Couch)
- Monsieur Rossi (Signor Rossi)
- La Montagne de feu (en) (Children of Fire Mountain) après RQ
- Mordicus (Count Duckula) après SÉ
- Mot
- Les Muppets (Muppets Tonight)
- Les Mutants de l'avenir (en) (The Tomorrow People)
- Le Mystère du cadran lunaire (Moondial)
- Les Naufragés de l'île perdue (Children's Island)
- Nick et Noël (Nick & Noel)
- Noël sur le toit (spécial)
- Les Nouveaux Voyages de Gulliver (en) (Saban's Gulliver's Travels)
- Les Nouvelles Aventures de Popeye (en) (The All New Popeye Hour) après SRC
- L'Odyssée de Scott Hunter (Hunter's Gold) après SRC
- Oggy et les Cafards
- Orson et Olivia
- Oui-Oui
- L'Ours, le Tigre et les Autres (de) (Janoschs Traumstunde)
- Les Oursons Berenstain (The Berenstain Bears)
- Paddington
- Les Ozlets (The Ozlets)
- La Panthère rose (The Pink Panther Show)
- Parole de chien (en) (Dog House)
- Pas de pitié pour les croissants
- Le Pays de l'arc-en-ciel (Mahō Shōjo Reinbō Buraito)
- Pense-Bête (intermèdes)
- Pépin Trois Pommes
- Le Petit Castor (Don Chakku Monogatari) après SRC
- Petit Potam
- Le Petit Prince orphelin (Konchū Monogatari: Minashigo Hatchi) après RQ et TVJQ
- Les Petits Farceurs (?)
- Pif et Hercule
- Les Pionniers du Kenya (en) (The Flame Trees of Thika)
- Poil de Carotte
- Pompy le robot (nl) (Pompy de Robodoll)
- Les Popples après TQS puis RQ
- Les Premières Fois (Ready or Not)
- La Princesse du Nil
- Ramona (en) après SÉ
- Les Razmoket (Rugrats)
- La Recherche de Sonny Hamilton (en) (Hamilton's Quest)
- Les Rêves de Jeannot (de Jean Image)
- Rêves d'enfants (?)
- Ric le Corbeau (Ric the Raven) (intermèdes)
- Robin des Bois (The Adventures of Robin Hood)
- Robinson Crusoé après TVJQ
- Robinson Sucroë
- La Route de l'amitié (Matt and Jenny on the Wilderness Trail) après SRC
- Le Royaume de Lumia (Kingdom Adventure)
- Rupert
- Sablotin (Onegai! Samia Don) après SÉ
- Salty (en) (Salty's Lighthouse)
- Salut Disney (l'émission française Le Disney Channel)
- Les Schtroumpfs (The Smurfs) après SRC
- Les Sentinelles de l'air (Thunderbirds) après TVA et SÉ
- Sharky et Georges puis SÉ & TQS
- Sherlock Holmes (Meitantei Hōmuzu) après SRC
- Skippy le kangourou (Skippy the Bush Kangaroo) après SRC, TVA et TVJQ
- Les Snorky (Snorks) après SÉ
- La Sœur volante (The Flying Nun) après SRC
- Les Souris du métro (intermèdes)
- Sous l'arbre parasol (Under the Umbrella Tree)
- Spirou et Fantasio
- Sport Académie (Sweat)
- Sport Billy après TVJQ
- Sur la piste après SRC
- Tabaluga
- T'as l'bonjour d'Albert (Fat Albert and the Cosby Kids) après SÉ
- Télé-Hibou (en) (OWL/TV)
- Théodore Remorqueur (en) (Theodore Tugboat)
- Tibère et la Maison bleue (Bear in the Big Blue House)
- Timothy et ses peluches (en) (The Animal Shelf)
- Tom et Jerry Kids
- Toomai et l'éléphant après SRC
- Le Tour du monde en 15 minutes
- Tous sur orbite !
- Les Trois Mousquetaires après TVEC & TVJQ
- Un bateau pour l'aventure (série allemande) après TVJQ
- Le Vent dans les saules (en) (The Wind in the Willows) après TVJQ
- La Vie sauvage des Frères Kratt (en) (Kratts' Creatures)
- La Vie Secrète des jouets (en) (Secret Life of Toys)
- Wallace et Gromit (spéciaux)
- Watership Down (en)
- Widget (Widget, the World Watcher)
- Yogi et compagnie ou Yogi et Cie (Yogi's Treasure Hunt)
- Zig Zag (en)
- Zoo olympiques (intermèdes)
- Zoobilee Zoo (en)

Au printemps, Canal Famille diffusait des pilotes de nouvelles séries télévisées, dont notamment Bruno le Kid (en), Les Frères Flubs (en) ou encore Argaï en 2000.

## Vice-présidentes à la programmation
- Louise Dansereau (1988-1994)
- Monic Lessard (1994-2000)

## Artisans du Canal Famille
Plusieurs artistes du Québec ont fait leurs débuts au Canal Famille. En voici quelques exemples :
- Michel Ledoux, marionnettiste dans Bibi et Geneviève et Salut Martin !
- Joël Legendre, voix dans les auto-promotions du canal et comédien dans Enfanforme
- Guy Jodoin, comédien dans Alphabus, Télé-Pirate, Le Studio et Dans une galaxie près de chez vous
- Christian Bégin, animateur dans Télé-Pirate et chanteur dans Pin-Pon
- François Chénier, comédien dans Radio-Enfer
- Jessica Barker, comédienne dans Les Intrépides
- Jean-François Beaupré, animateur de Les Zigotos
- Bruno Blanchet, voix dans les auto-promotions du canal, comédien et auteur de Le Studio et acteur dans Radio-Enfer
- Stéphane Crête, animateur de Génération W, comédien dans Le Studio et Dans une galaxie près de chez vous
- Élyse Marquis, comédienne dans Télé-Pirate, Chat boume, Enfanforme et première animatrice de Génération W
- Patrick Huneault, animateur très populaire de Shlak
- Carol Cassistat, animateur de Télé-Pirate, comédien dans Sur la rue Tabaga
- Daniel Dõ, animateur du jeu questionnaire Dessinoscope
- Charles Lafortune, animateur de Zone de turbulence
- Guillaume Lemay-Thivierge, animateur de Sur la piste et comédien dans Radio-Enfer.
- Dominique Lamy, voix de Jeff, la mascotte du Canal Famille